# Аксентович, Теодор
Теодор Аксентович  (пол. Teodor Axentowicz, арм. Թեոդոր Աքսենտովիչ , 13 мая 1859 г., Брашов, Румыния — 26 августа 1938 г., Краков, Польша) — польский художник армянского происхождения, портретист.

## Биография
С 1879—1882 гг. Теодор Аксентович обучался в Мюнхенской академии изящных искусств. С 1882—1895 гг. обучался в Париже. После окончания обучения работал художником-иллюстратором, предпринимая многочисленные поездки в Лондон и Рим, где писал портреты. В 1895 году переехал в Краков, где стал профессором в художественной школе изящных искусств, проработав до 1934 года.
В 1897 году Теодор Аксентович основал художественную школу для женщин. Кроме этого, он был одним из основателей польского художественного общества «Sztuka», которое занималось организацией выставок, и членом Венского сецессиона. В 1910 году Теодор Аксентович стал ректором краковской академии искусств.
Теодор Аксентович умер 26 августа 1938 года и был похоронен на Раковицком кладбище в Кракове.

## Творчество
Теодор Аксентович был известен как портретист. Особенное внимание в своих работах он уделял сценам этнографической жизни гуцулов и польских армян («Крещение Армении», «Армяне в Польше»). Художник был автором витражей для армянского кафедрального собора во Львове.